# ベルリン-ゲルリッツ線
ベルリン-ゲルリッツ線 （ベルリン-ゲルリッツせん、ドイツ語: Bahnstrecke Berlin–Görlitz）とは、ドイツ連邦共和国の首都ベルリンからブランデンブルク州を経てザクセン州のゲルリッツのゲルリッツ駅に至る全長207.9kmのドイツ鉄道の路線である。

## 沿線概況
ベルリンからケーニヒス・ヴスターハウゼン、コトブスを経てゲルリッツに至る。開業当初のベルリン側のターミナル駅はゲルリッツァー駅であったが、戦後に廃止、撤去され、跡地はゲルリッツァー公園になっている。また同駅からベルリン環状線までの区間も廃止され、環状線から分岐する線形となった。そのため、環状線や、ベルリン市街線・シュレージエン線・ベルリン外環状線を経て運行されている。
本線に進入する列車はシュプレー森、氷河時代に形成された終堆石の地形およびオーバーラウジッツの低木荒野・池地帯を貫通して主要結節点のケルリッツ駅に到着する。ケルリッツ駅ではゲルリッツ - ザヴィドゥーフ線がこの路線を継承する。
複線線路はベルリン - リュベイバウンサー区間のみで設置されていて、電車線はそこからコトブスまで機能する。列車の両方向交差はコニファー・ヴスキー駅だけで可能である。
路線記号6007のSバーン緩行線はベルリン東交差駅およびワルシャワ街駅から分岐してベルリン環状線を経由しこの路線に並行する。その複線区間はプレンターヴァルト-ツォイテン間である。コェーニヒス・ヴスターハウゼン駅の発端で本線の線路はSバーン線路と交差し、Sバーン列車はそこで終着する。

## 歴史

### ベルリン＝ゲルリッツ鉄道および国有化

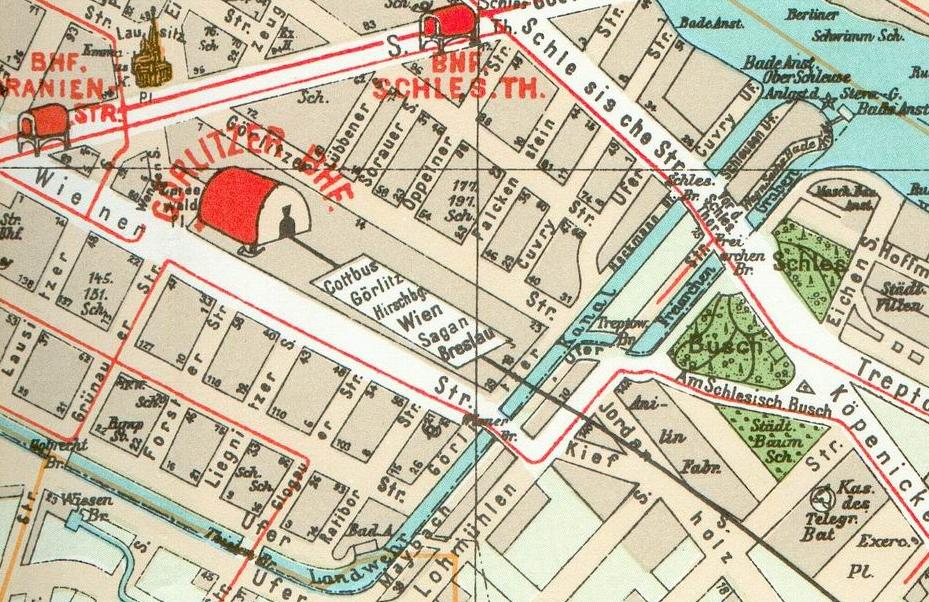
ゲルリッツ駅周辺の市街図（1902年）

1852年にベルリンとゲルリッツを結ぶ鉄道建設はすでに計画された。鉄道王シュトラウスベルク（Bethel Henry Strousberg, 1823~1884）は総合工事業者として、建設計画を実行した。シュトラウスベルクは工事費の少なく部分を現金で充当した。建設社は財政報償として株式を獲得して、株価は建設段階により変動した。起工式は1865年4月13日にベルリン市トレプトー町で開催された。プロイセン＝オーストリア戦争を通じて鉄道建設は加速して、1866年から翌1867年にかけて貨客併用の鉄道として開業した。総工事費は3600万ターラーであった。
1874年6月1日にベルリン環状線とグリューナウ駅を結ぶ第二の線路が設置された。ゲルリッツ駅 - グリューナウ間に路面電車向けの蒸気機関車と二階建客車の乗合列車（Omnibuszug）が投入された。1882年に国有化されプロイセン邦有鉄道の一部となった。
1890年9月17日に二番目の線路がグリューナウ - ケーニヒス・ヴスターハウスゼン間で、1893年にケーニヒス・ヴスターハウスゼン - コトブス間でそれぞれ設置された。1896年に展覧会場駅が臨時駅として建設されて、1896年ベルリン産業展覧会開催の時、公共交通のために開放された。展覧会の終了後にその駅は廃止された。
1905年8月7日に列車の正面衝突事故がシュプレムベルク駅とシュライフェ駅の間で運転整理誤りの原因で発生した。この事故で19人が死亡し40人が重傷を負った。1906年ごろゲルリッツ鉄道のベルリン市街地路盤は、道路の平面交差を避ける目的で、高く改築された。この過程で通勤列車向けの緩行線がベルリン環状線からグリューナウまで新たに建設された。

### ドイツ国営鉄道
1929年2月1日まで第三軌条がトレプトー（現在トレプトー公園駅） - ベルリン＝グリューナウ駅間で備えられ、その区間はSバーン路線網に組み入れられた。1945年以後ゲルリッツ鉄道は戦争賠償の名目で単線化された。

### ドイツ国営鉄道（東ドイツ）
1951年にはケーニヒス・ヴスターハウゼンまでベルリンSバーンの線路が併設された。第二次世界大戦後、西ベルリンに位置することになったゲルリッツァー駅は1952年に旅客営業が廃止されたが、貨物輸送は1986年まで維持された。
1970年以来二番目の線路が再設置されたものの、現在にリュベーナウ - ゲルリッツ間は単線として残っている。1970年代および1980年代には、急行列車（Eilzug）がベルリン-ゲルリッツ区間そ1日三回往復で、特急列車（Schnellzug）とケルン発東西ドイツ越境列車（Interzonenzug）がそれぞれ1日一回往復で通行した。その上、バウンサー方面の急行列車および特急列車はベルリン - リュベーナウ区間を通行した。1988年から翌89年にかけてコトブスまでの区間が電化された。

### ドイツ鉄道
2010年2月に空港連結線の建設計画が認可されて、翌年に空港線は開通されて、三角線とともにアイヒヴァルデ-グリューナウ間と接続することとなった。既存のシェーネフェルト空港南分岐点を結んだ貨物用線路は2011年3月に廃止された。ドイツ鉄道庁（Eisenbahn-Bundesamt）は、2012年7月23日の告知により、トレンド＝コペンハーゲン街にある、旧ゲルリッツ駅起点0.9~2.2 km地点間、面積4.5 haの鉄道用地を譲渡した。その際にラントヴェー運河から環状線交差点までの線路およびトレプトー貨物駅方面の連絡線が撤去対象となった。

## 運行形態
ベルリン - ゲルリッツ間を直通する列車は存在しないが、以下の系統が運行されている。ベルリン・プレンターヴァルト - シュプレムベルク間の運賃システムはベルリン・ブランデンブルク運輸連合（Verkehrsverbund Berlin-Brandenburg, VBB）により、シュライフェ - ゲルリッツ間の運賃システムはオーバーラウジッツ・ニーダーシュレジエン運輸連合（Zweckverband Verkehrsverbund Oberlausitz-Niederschlesien, ZVON）によりそれぞれ管理されている。
- IC56：マクデブルク - ベルリン - コトブス
- RE2：ナウエン - ベルリン - 東交差駅 - コェーニヒスヴスターハウゼン - ブラント熱帯島駅 - リュベン - リュベナウ - ラドゥシュ - ヴェチャウ - コトブス[13]
- RE7: （デッサウ -）ヴィーゼンスブルク - ベルリン - 東交差駅 - コェーニヒスヴスターハウゼン - ツェーゼン - ベシュテントゼー - グロース・コェーリス - ハルベ - オーデリン - ブラント熱帯島駅 - ショェーンヴァルデ - ルーボルツ - リュベン - リュベナウ - ゼンフテンベルク[13]
- OE65：コトブス - ゲルリッツ - ツィッタウ
- S45: 南交差駅 - ヘルマン街駅 - バウムシューレンヴェーク - シェーネヴァイデ - ヨハニスタール - アドラースホーフ - 空港ターミナル5 - 空港ターミナル1-2
- S8: （ビルケンヴェーダー -）ブランケンブルク - ボルンホルム街駅 - 東交差駅 - トレップトー公園駅 - プレンターヴァルト - バウムシューレンヴェーク - シェーネヴァイデ - ヨハニスタール - アドラースホーフ - グリューナウ（- アイヒヴァルデ - ツォイテン - ヴィルダウ）[14]
- S9: シュパンダウ - 西交差駅 - ベルリン - 東駅 - トレップトー公園駅 - バウムシューレンヴェーク - シェーネヴァイデ - ヨハニスタール - アドラースホーフ - 空港ターミナル5 - 空港ターミナル1-2